# Rhombonotus gracilis
Rhombonotus gracilis là một loài nhện trong họ Salticidae.
Loài này thuộc chi Rhombonotus. Rhombonotus gracilis được Ludwig Carl Christian Koch miêu tả năm 1879.